# 白山神社 (文京區)
35°43′19″N 139°45′02″E / 35.72208°N 139.75053°E
白山神社（日语：／ Hakusan-jinja */?）是日本東京都文京區白山的神社，社格是准敕祭社和鄉社，祭神是菊理姬命、伊弉諾命和伊弉冊命。
氏子方面，根據《府縣鄉社明治神社誌料》和《日本社寺大觀》均記載是1653戶，神社名鑑稱是3000戶，《全國神社名鑒》則稱是5000戶，氏子地區根據《小石川區史》記載是白山前町、指谷町、柳町、下富坂町、餌差町、表町、大門町、白山御殿町、丸山福山町、丸山新町、西片町、本鄉六丁目、東竹町和西竹町。

## 歷史
根據神社說法，神社在天曆2年（948年）勸請自白山姬神而創建，最初位於武藏國豐島郡元岡本，元和2年（1616年）依從德川秀忠之命遷至巢鴨原。明曆元年（1655年），由於神社所在地被徵用作為德川德松（後來的德川綱吉）的別邸（小石川御殿），因此遷移至東北面的現址。神社也受到綱吉及其母桂昌院的信奉，作為白山信仰在江戶的中心而盛極一時，元祿2年（1689年）甚至獲任命為綱吉長女德川鶴姬的產神。元祿3年正月29日（1690年3月9日），神社獲江戶幕府寄進30石作為社領。
元祿16年（1703年）11月，神社被鄰近民居失火波及而焚毀，直至寶永元年（1704年）6月才由加藤越中守興建臨時社殿，並且獲其寄進金500兩以及5000棵日本扁柏。然而，神社在享保3年（1718年）3月再次遭遇火災，各種寶物等也付之一炬。明治元年11月8日（1868年12月21日），神社獲列為准敕祭社，明治5年5月10日（1872年6月15日）又列為鄉社。1907年5月4日，神社獲列為神饌幣帛料供進社。

## 境內
- 拜殿
- 左為「孫文先生座石」及其紀念碑，右為境內的繡球花。

根據《府縣鄉社明治神社誌料》記載，神社境內面積達2082坪（約6882.64平方）左右，《神社名鑑》和《全國神社名鑒》則稱是1875坪（約6198.35平方），《小石川區史》稱神社在江戶時代的境內面積則達4000坪（約13223.14平方）左右。本殿是流造，佔地約4坪（約13.22平方），幣殿佔地28坪（約92.56平方），拜殿則是20坪（約66.12平方）。此外，境內種有約3000棵繡球花，也有孫中山與宮崎滔天在1910年5月坐過的石頭及相關的紀念碑。

## 註解
1. ↑  相當於現在文京區白山、西片、小石川、春日、千石和本鄉一帶[6][7]。
2. ↑  元岡本現為本鄉1至2丁目一帶[7][6]。

## 外部連結
- . 東京都神社廳.   [2023-10-25]. （原始内容存档于2023-06-02） （日语）.
- . 文京區.   [2023-10-25]. （原始内容存档于2023-09-29） （日语）.
- . 文京區觀光協會.   [2023-10-25]. （原始内容存档于2023-09-29） （日语）.